# Heinz Slupetzky
Heinz Slupetzky (* 17. Januar 1940 in Wien) ist ein österreichischer Geograph und Glaziologe und Außerordentlicher Universitätsprofessor im Ruhestand der Universität Salzburg. Außerdem war er langjähriger Vorsitzender der Sektion Salzburg des Österreichischen Alpenvereines.

## Leben
Gemeinsam mit seinem Zwillingsbruder Werner wuchs er im Pinzgau auf, weil seine Eltern die Rudolfshütte des Alpenvereins im Stubachtal in der Gemeinde Uttendorf pachteten. Dies brachte die Brüder dazu, sich bereits ab dem Jahr 1958 mit der Massenbilanz und den Längenänderungen der Gletscher im Stubachtal zu beschäftigen. Bereits ab dem Jahr 1961 nahm der Österreichische Alpenverein die begonnene Messreihe in sein Gletschermonitoring-Programm auf und Heinz Slupetzky, der wie sein Bruder ab 1960 in Wien ein Geographiestudium begann, schloss dieses Studium im Jahr 1968 mit einer Dissertation über die Gletscher des Stubachtals ab.
Noch während des Studiums wechselte er 1965 als Studienassistent an das neu gegründete Geographische Institut der Universität Salzburg. Nach Abschluss seines Studiums an der Universität Wien als Schüler von Hans Spreitzer wurde er im Jahr 1969 Assistent des neu berufenen Ordinarius Helmut Riedl, der ebenfalls ein Schüler von Hans Spreitzer war. Dieser habilitierte ihn bereits zweieinhalb Jahre nach seiner Dissertation und übertrug ihm einen Teil der Lehre in der Physischen Geographie. 1973/74 ermöglichte ihm ein Fulbright-Stipendium die Teilnahme an Gletscherforschungsprojekten in Alaska und 1876/77 war er „Visiting Professor“ am College of Mines and Earth Ressources an der University of Idaho in Moscow, USA.
Er wurde nach Inkrafttreten des Universitäts-Organisationsgesetzes 1975 Leiter der Abteilung für Schnee- und Lawinenkunde am Institut für Geographie (Umbenennung 1978). Im Jahr 1980 wurde Slupetzky zum Außerordentlichen Universitätsprofessor am damaligen Institut für Geographie ernannt und er änderte einige Jahre später den Namen seiner Abteilung für Schnee- und Lawinenkunde in Gletscher- und vergleichende Hochgebirgsforschung. Im Jahr 1980 gelang es ihm auch, dass auf der Rudolfshütte im Stubachtal eine permanente Wetterbeobachtungsstelle der damaligen Zentralanstalt für Meteorologie und Geodynamik eingerichtet wurde. Zwei Jahre später erfolgte auch die Gründung der Forschungsstelle Rudolfshütte als Hochgebirgs- und Nationalparkforschungsstelle der Universität Salzburg.
1991 unternahm Heinz Slupetzky eine Expedition in die Arktis nach Franz-Josef-Land und bereitete dort unter anderem mit dem ORF das Filmprojekt „Arktis Nordost“ vor. Bei dieser Expedition entdeckte er das Grab des bei der legendären Payer-Weyprecht-Expedition der ÖGG von 1873/74 verstorbenen Maschinisten Otto Krisch. Dies ist insofern interessant, weil Slupetzkys Recherchen eine Beziehung der Rudolf-Insel, der nördlichsten der Inselgruppe, zur Rudolfshütte im Stubachtal feststellten: denn als Julius Payer 1874 die Insel nach dem Thronfolger benannte, erhielt die Sektion Austria des ÖAV die Erlaubnis, die geplante alpine Unterkunft am Weißsee im Stubachtal als „Rudolfshütte“ zu benennen.
Von März 2002 bis 2010 war Heinz Slupetzky auch 1. Vorsitzender der Sektion Salzburg des Österreichischen Alpenvereines.
Die Kontakte zum ORF, die er durch seine Arktisexpedition wesentlich ausbauen konnte, verhalfen ihm in der Folgezeit zu vielen einschlägigen Sendungen und Berichten, die ihn in Salzburg auch im Zusammenhang mit dem immer stärker spürbaren Klimawandel zu einem nachgefragten Experten machten. Sein Expertenwissen wird bis heute von regionalen und internationalen Medien immer wieder nachgefragt. Sein im Jahr 2007 begonnene Gletschertagebuch erregte überregionale Aufmerksamkeit.
Seit 30. November 2004 ist er im Ruhestand, setzte jedoch seine Forschungsarbeit bei den Gletschermessprogrammen des Hydrographischen Dienstes (Massenbilanz des Stubacher Sonnblickkees) an der „Alpinstation Rudolfshütte“ bis zum Jahr 2010 fort. Im April 2011 übergab er diese Aufgabe einem seiner Mitarbeiter.
Heinz Slupetzky hat mit seiner Frau Brigitte zwei Töchter. Das Ehepaar lebt in der Gemeinde Bergheim an der nördlichen Stadtgrenze zur Landeshauptstadt. Der Österreichische Alpenverein hat der Familie Slupetzky in seinem Magazin Bergauf im Jahr 2024 ein ausführliches Denkmal gesetzt: In diesen Beitrag wird nicht nur die 60-jährige ehrenamtliche Gletschermesstätigkeit von Heinz Slupetzky geschildert, sondern auch die Einbindung der Familie, beginnend mit seinem Zwillingsbruder Werner und endend mit der Arbeit seiner Tochter Nicole über die Entstehung des höchstgelegenen Konzentrationslagers im Dritten Reich in der Umgebung der Rudolfshütte.

## Mitgliedschaften
- Österreichische Geographische Gesellschaft (ÖGG)

## Ehrungen
- Am 14. Jänner 2000 wurde Heinz Slupetzky anlässlich seines 60. Geburtstages vom damaligen Landeshauptmann-Stellvertreter Gerhard Buchleitner das Silberne Ehrenzeichen des Landes Salzburg überreicht.[9]
- Am 21. April 2010 wurde er vom Bürgermeister der Stadt Salzburg, Heinz Schaden, mit dem Stadtsiegel in Gold ausgezeichnet. Die Landeshauptfrau Gabi Burgstaller überreichte ihm den Ehrenbecher des Landes.[10]

## Schriften (Auswahl)
Monografien
- Glaziologische und glazialmorphologische Untersuchungen im obersten Stubachtal (Hohe Tauern). Mit besonderer Berücksichtigung der Massenhaushaltsuntersuchungen am Stubacher Sonnblickkees in den Jahren 1963 – 66. Wien 1968 (Dissertation an der Universität Wien).
- Gletscherweg Obersulzbachtal (= Naturkundlicher Führer zum Nationalpark Hohe Tauern. Band 4). Österreichischer Alpenverein, Innsbruck 1986, OCLC 165310506.
- mit Nicole Slupetzky: Betreff des Wachsthums der Kletscher und Kälterwerdung des Klimas. Die Kreisamts-Präsidialakte Nr. 84 - 89 von 1820 im Salzburger Landesarchiv (= Salzburger Geographische Materialien. Heft 23). Institut für Geographie, Salzburg 1995, ISBN 3-85283-006-0.
- Bedrohte Alpengletscher (= Fachbeiträge des Österreichischen Alpenvereins, Serie Alpine Raumordnung. Band 27). Österreichischer Alpenverein, Innsbruck 2005, OCLC 254848399.
- mit Gerhard K. Lieb: Die Pasterze. Der Gletscher am Großglockner. Pustet, Salzburg 2011, ISBN 978-3-7025-0652-0.
- Das Ödenwinkel- und Riffelkees und die Entstehung von Schuttnetzwerken in den Gletschervorfeldern (Stubachtal, Hohe Tauern). Eine Dokumentation über 60 Jahre Forschung. (= Salzburger Geographische Arbeiten. Band 49). Fachbereich Geographie und Geologie, Salzburg 2020, ISBN 978-3-85283-033-9.

Buchbeiträge und Aufsätze in Zeitschriften
- Die Massenbilanzmessreihe vom Stubacher Sonnblickkees 1958/59 bis 1987/88. In: Zeitschrift für Gletscherkunde und Glazialgeologie. Band 25, Nr. 1, 1989, S. 69–89.